# Elvedin Džinić
Elvedin Džinić, slovenski nogometaš, * 25. avgust 1985, Zavidovići, Jugoslavija.

## Klubska kariera

### NK Maribor
Elvedin Džinić se je z nogometom začel ukvarjati v Mariboru, kjer je bil član vseh mlajših selekcij. Ker se je razvijal v dobrega igralca, je kmalu dobil priložnost v članskem moštvu. Debitiral je v sezoni 2004/05, ko je dres oblekel trikrat. Leta 2005 je podpisal profesionalno pogodbo in bil do leta 2010 standarden član prve enajsterice. V sezoni 2009/10 je bil med navijači izbran za dobitnika nagrade Vijoličasti bojevnik.

### Charleroi
Januarja 2011 je med zimskim prestopnim rokom podpisal pogodbo z belgijskim klubom Charleroi. Odškodnina je znašala "samo"  nekaj več kot 132.000 evrov, saj je imel do izteka veljavne pogodbe z NK Maribor samo še 6 mesecev.

## Reprezentančna kariera
Bil je član reprezentance na Svetovnem prvenstvu v JAR 2010, vendar na prvenstvu ni nastopil.